# سیتی‌هال

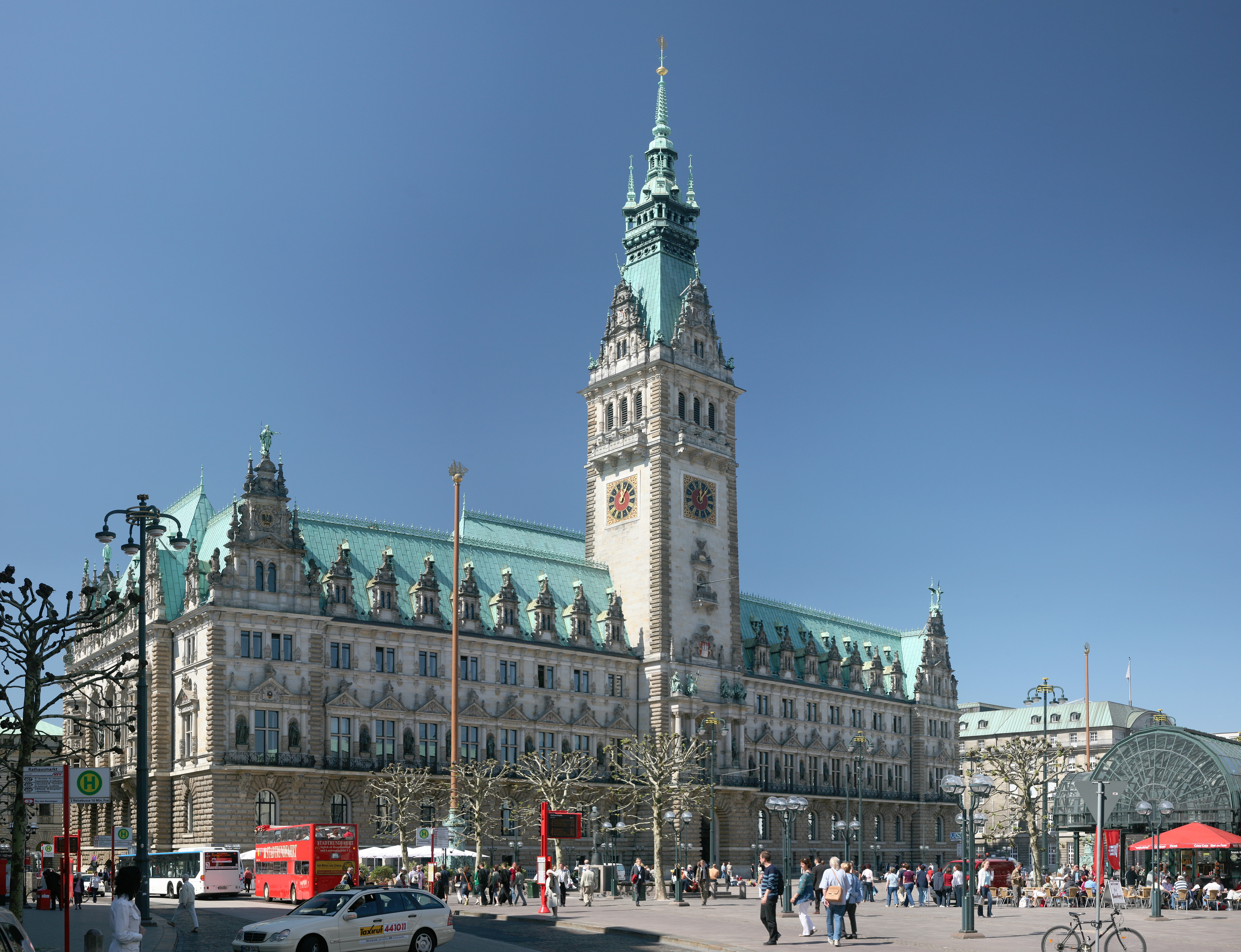
سیتی هال هامبورگ آلمان ساخته شده در سال ۱۸۹۷

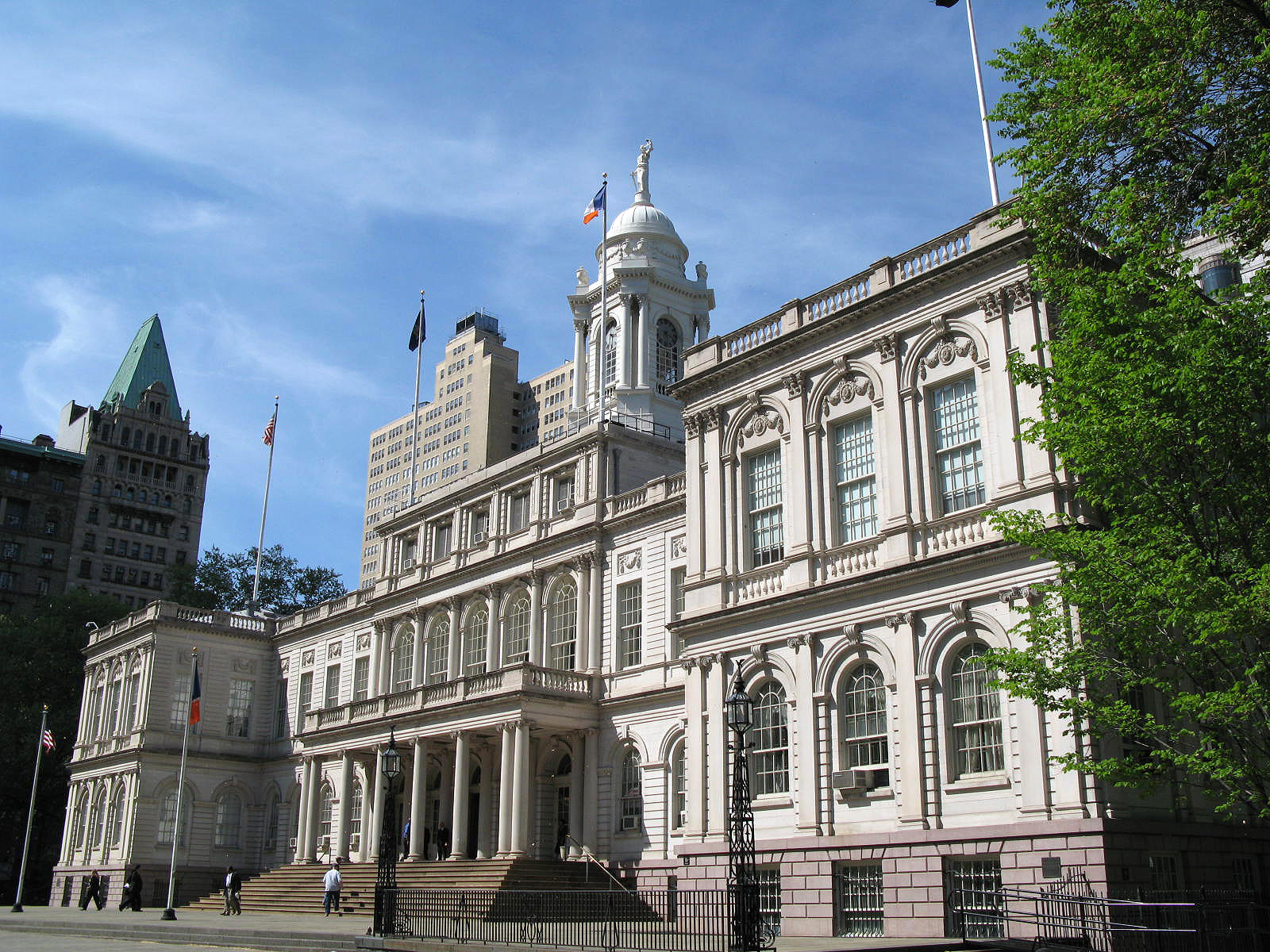
سیتی هال نیویورک ساخته شده در سال ۱۸۱۲

سیتی‌هال (به انگلیسی: City Hall) در کشورهای غربی به ساختمان شهرداری یا ساختمان اصلی شهر گفته می‌شود که از نظر وظایف شبیه به شهرداری عمل می‌کند و گاهی هم بعضی از خدمات نظارتی را همراه با وظایف شهرداری ارائه می‌کند.

## در ایران
ساختمانی دقیقاً با وظایف سیتی‌هال در ایران وجود ندارد و می‌توان بعضی از خدمات ارائه شده توسط شورای شهر، شهرداری و فرمانداری را مشابه خدمات سیتی‌هال در نظر گرفت.
گاهی هم برای کاربری تالار شهر از واژه سیتی هال استفاده می‌شود.